# Wilhelm Fronemann
Wilhelm Fronemann (* 6. April 1880 in Hörste bei Halle (Westf.); † 31. Mai 1954) war ein deutscher Pädagoge, Volksschullehrer und Schriftsteller.

## Leben
Fronemann war zunächst Landwirt und von 1902 bis 1943 Volksschullehrer, zuerst im Ruhrgebiet, dann ab 1911 in Frankfurt am Main.
Zeitweilig war er Präparandenlehrer in Petershagen.
Wilhelm Fronemann war führend in der deutschen Jugendschriften-Bewegung tätig, zuletzt als Leiter der Jugendbuch-Abteilung des Instituts für Völkerpädagogik in Mainz. Er trat auch als Übersetzer aus dem Englischen und Französischen auf.
Nach 1945 lebte und arbeitete er in der Sowjetischen Besatzungszone, wo er u. a. Groschenhefte im Marhold-Verlag herausgab. Er wechselte aber dann in den Westen Deutschlands. Ab 1947 leitete er die Fachstelle Jugendschriftsteller im Westdeutschen Autorenverband, dessen Ehrenmitglied er war. Er starb 1954 in Köppern/Taunus.
Sein Nachlass befindet sich im Institut für Jugendbuchforschung der Johann-Wolfgang-Goethe-Universität Frankfurt am Main.

## Werke

### Selbständige Veröffentlichungen (Auswahl)
- Gute Bücher über den Krieg 1914/1915 für Jugend und Volk. Eine erste kritische Übersicht. Wiegand Hilchenbach 1916. 31 S. (= Schule und Haus, Heimat und Vaterland 7)
- Der Unterricht ohne Lesebuch. Entwurf eines schulliterarischen Programms auf Grund von Schaffsteins blauen und grünen Bändchen. Schaffstein Köln 1921. 16 S. (StUB Köln); 5. Aufl. ebd. 1926. 30 S. (UB Dortmund)
- Hindenburg. Der deutschen Jugend und dem deutschen Volk erzählt. Scholz Mainz 1926. 16 S.
- Bücher für werdende Menschen. 1926.
- Das Erbe Wolgasts. Ein Querschnitt durch die heutige Jugendschriftenfrage. Beltz Langensalza 1927. VIII, 246 S.
- Das Buch im Urteil der Kinder und Jugendlichen. 1928.
- Der literarische Unterricht in der Volks- und Mittelschule. 6., neu bearb. Aufl. Beltz Langensalza 1929. 47 S.
- Lesende Jugend. Reden und Aufsätze. Beltz Langensalza 1930. VII, 344 S.
- Buch und Schule. 1931.
- Jugendschriftenreihen. Ein Verzeichnis von 212 Jugendschriftenreihen mit Charakteristiken und bibliographischen Angaben. Dt. Dichter-Gedächtnis-Stiftung Hamburg 1931. 39 S.
- Über die geistesbiologischen Grundlagen des Lesegutes der Kinder und Jugendlichen. 1931 [mit L. Weismantel] (Lipp. LB Detmold, UB Dortmund)
- Der deutsche Luther. Schneider Leipzig 1933. 139 S.
- Armin, der Cherusker. Geschichtliches Zeitbild. Schneider Leipzig 1934. 95 S.
- Sachsenherzog Wittekind, eine Erzählung vom Kampf eines Germanenvolkes um Heimat und Volkstum. Loewe Stuttgart 1935. 242 S.
- Bundschuh, flieg! Zeitbild vom großen Bauernaufstand im Jahre 1525. Loewe Stuttgart 1936. 112 S.
- Martin Luther, dem deutschen Volke und seiner Jugend erzählt. Abendland-Verlag Wuppertal 1948. 179 S.
- Schrifttum und Erziehung. Richtlinien für den neuen Leseunterricht. Henn Ratingen 1951. 124 S.
- Die Sachsenschrift im Unterricht der Volks- und Mittelschule. Beiträge zu ihrer unterrichtlichen und erzieherischen Auswertung. Hessische Lesebuchstiftung Wiesbaden 1953. 67 S.
- postum: Die Fronemann-Sippe und ihr Heimatdorf Hörste. Die Geschichte einer Ravensberger Bauernfamilie und ihrer Erbhöfe auf Grund der Familienakten. Erg. und hrsg. von Walter Fronemann. Louisengang Gelsenkirchen 1960. 255 S.

Unselbständige Veröffentlichungen in: Börsenblatt für den deutschen Buchhandel. Frankfurt a. M., Nr. 300 vom 4. Mai 1929: Das Buch im Urteil des Kindes und Jugendlichen. Das Schulpreisausschreiben des Börsenvereins.

### Herausgabe (Auswahl)
- An den deutschen Rhein. Eine Auswahl rheinischer Dichtung. Verband für deutsche Jugendherbergen Frankfurt a. M. 1925. 96 S.
- Josef Winckler: Der tolle Bomberg. Jugendausgabe. Enßlin & Laiblin Reutlingen 1925. 314 S.
- Frankfurter Schul-Almanach. Frankfurt a. M. 1925. [mit Meißinger]
- Rund um Frankfurt. Heimatbuch. Frankfurt a. M. 1925. [mit H. Bingemer und R. Welcker]
- Alf laila wa laila. Ausgewählte Erzählungen aus 1001 Nacht. Nach der deutschen Übersetzung von M. Habicht neu erzählt und mit einem Nachwort sowie Anmerkungen versehen. Hirt Breslau 1926. (= Hirt’s dt. Slg., lit. Abt. 3, 19, 20)
- Johann Peter Hebel: Kannitverstan. 1926.
- Hans Christian Andersen: Der Reisekamerad. 1926.
- Volkmann-Leander: Vom unsichtbaren Königreiche. 1926.
- Deutsche im Weltkrieg. Erlebnis und Dichtung in den ersten Kriegsjahren. Zusammengestellt und hrsg. Reclam Leipzig 1926. 80 S. (= Reclams Universal-Bibl. 6710)
- Alte deutsche Schwänke. Eine Auswahl. Reclam Leipzig 1926. 79 S. (= Reclams Universal-Bibl. 6704)
- Friedrich Güll: Kinderheimat. Thiemann Stuttgart 1927. 80 S.
- Moderne Erzähler. Ausgewählt und hrsg. Reclam Leipzig 1927. 2 Bde. 73, 79 S. (= Reclams Universal-Bibl. 6808 f.)
- Das verwunschene Schloß. Märchennovellen. Ausgewählt und hrsg. Reclam Leipzig 1927. 80 S. (= Reclams Universal-Bibl. 6807)
- Clemens von Brentano: Der Dilldapp. 1927.
- Die schönsten Historien von Till Eulenspiegel. Nach der ältesten Ausgabe des Volksbuches von 1519 ausgewählt. Reclam Leipzig 1927. 77 S.
- Jakob und Wilhelm Grimm: Deutsche Sagen. Reclam Leipzig 1927. 72 S.
- Dieter und Dietlinde. Kurze Geschichten aus dem weißen Hause. Thienemann Stuttgart 1928. 78 S.; Neuaufl. ebd. 1946.
- Der goldene Vogel. Deutsche Helden- und Abenteuer-Märchen von Josef Haltrich, Heinrich Pröhle, Karl Müllenhoff. Ausgewählt und hrsg. Enßlin und Laiblin Reutlingen 1929. 111 S. (= Das Buch der Jugend)
- Aus eigener Kraft. Lebensbilder führender Männer. Ernst Abbe, Albert Ballin, Benjamin Franklin, Robert Mayer. Siegel Frankfurt a. M. 1929. 175 S. [mit K. F. Schmidt]; Neuaufl. 1946.
- Gestalten und Träume. Märchen und Legenden der Gegenwart. 4 Hefte. Beltz Langensalza 1930. IV, 496 S.
- Märchen von Wilhelm Hauff. Loewe Stuttgart 1930. 203 S.
- Reineke der Fuchs. Nach der Niederdeutschen Ausgabe des "Reinke de Vos" von 1498 erzählt. Loewe Stuttgart 1930. 167 S.; 27. Aufl. ebd. 1948; Neuaufl. Hoch Düsseldorf 1953. 155 S. 2. Aufl. ebd. 1957. 155 S.
- Märchenwunderwelt. Märchen des deutschen Volkes und seiner Dichter. Ausgewählt und hrsg. Enßlin und Laiblin Reutlingen 1931. 112 S., 3., neubearb. Aufl. ebd. 1943. 159 S.
- Jack London: Die Goldgräber. 1931.
- Der Teufel von Fuatino. 1931.
- Ausgewählte Erzählungen aus Tausend und einer Nacht. 2 Bde. 1932.
- Theodor Seidenfaden: Der verwegene Sprung. 1932.
- Josef Winckler: Narrenkönige. 1932.
- ABC. Zum Lesenlernen. Scholz Mainz 1933. 9 Bl. [Illustr. von L. Doering]; Neuaufl. Scholz Wiesbaden 1942.
- H. F. Blunck: Zwiefaches Schauen. 1933.
- Geschichten in der Dämmerung. 1933.
- Hans Brandenburger: Bauernleben in Oberbayern. 1933.
- Ernst Zahn: Die guten Kameraden. Jugenderzählung. Deutsche Verlags-Anstalt Stuttgart, Berlin 1933. 151 S.
- Heinrich Lersch: Hammerschläge. Ein Roman von Menschen und Maschinen. Schaffstein Köln 1933. 71 S. (= Schaffstein’s Blaue Bändchen 215); Neuaufl. ebd. 1965.
- Walter von Molo: Friedrich List. 1934.
- Walter von Molo: Prinz Eugen, der edle Ritter. 1938.
- Der Landsknecht. 1940.
- Das Schloss der goldenen Sonne. Märchennovellen. Ausgewählt und hrsg. Siegel Frankfurt a. M. 1947. 203 S.
- Im Zaubergarten des Märchens. Eine Auswahl aus den Märchen von Bechstein und seinen Zeitgenossen. Siegel Frankfurt a. M. 1948. 171 S.
- Robert Reinick: Hans Lustig und andere Geschichten. Marhold Halle 1948. 32 S.
- Hanna Meuter: Der kleine Franzos. 1948.
- Johanna Spyri: Heimatlos. 1948.
- Wilhelm Scharrelmann: Pidl Hundertmark. 1948.
- Joe unter Piraten. 1948.
- C. Modi-Grumann: Pinocchio. Das hölzerne Bengele. 1948.
- Lisa Tetzner: Was am See geschah. 1948.
- H. Wyß: Der schweizerische Robinson. 1948.
- Robert Louis Stevenson: Die Schatzinsel. Enßlin & Laiblin Reutlingen 1948. 391 S.
- Adam Mischlich: Märchen aus Afrika. Eine Auswahl der schönsten Geschichten, nacherzählt. Marhold Halle 1948. 32 S.
- J. Fühlberg-Horst: Von Küste zu Küste. 1948.
- Daniel Defoe: Leben und seltsame Abenteuer des Robinson Crusoe. Neu erzählt nach der ältesten Ausgabe von 1720. Hoch Düsseldorf 1951. 312 S.; Neuaufl. ebd. 1961.
- Ratgeber für das deutsche Buch. 1952.
- Adelbert von Chamisso: Gedichte.

### Übersetzungen
- G. Montreuil-Straus: Mutter, sag’ es mir. Löwensohn Fürth 1928. 33 S.
- Arthur Ransome: Der Kampf um die Insel. Segelfahrten, Entdeckungen und Kämpfe der "Schwalben" und "Amazonen". Kinderroman. Gekürzte Übertragung. Union Stuttgart, Berlin, Leipzig 1933. 334 S.